# التوجه الجنسي والجيش الهولندي
في عام 1974، أصبحت هولندا أول دولة تحظر التمييز ضد المثليين في الجيش.

## تصريحات شيهان المثيرة للجدل
في 18 مارس 2010، بعد أن أعلن الرئيس الأمريكي باراك أوباما أنه يريد أن يضع حدا لسياسة لا تسأل، لا تقل، قام الضابط الأمريكي السابقال وأحد كبار قادة حلف شمال الأطلسي جون جاي شيهان بإلقاء اللوم على المثليين الذين يخدمون في الجيش الهولندي لسقوط سريبرينيتشا بيد الميليشيات الصربية في الحرب البوسنية قبل خمسة عشر عامًا، قائلا أن المثليين أضعفوا كتيبة الأمم المتحدة الهولندية المكلفة بحماية الجيب. في مجلس الشيوخ الأمريكي، قال شيهان إن الدول الأوروبية حاولت "خلط" قواتها المسلحة من خلال ترك الناس يخدمون في الجيش بسهولة بالغة، وهو ما جعلها تضعف حسب قوله. وادعى أن مشاركة القوات المسلحة الهولندية برأيه، مع ذكر اسم "هانكمان بيرمان"، على الأرجح في إشارة إلى رئيس أركان الدفاع الهولندي آنذاك، هينك فان دن بريمن. رفضت السلطات الهولندية تصريحات شيهان ووصفتها بأنها "مشينة" و "هراء تام". أعلن نشطاء هولنديون لحقوق المثليين، في مؤسسة المثلث الوردي و "مؤسسة المثلية الجنسية والقوات المسلحة (باللغة الهولندية: Stichting Homosexualiteit en Krijgsmacht) عن تقديم دعوى قضائية ضد شيهان في كاليفورنيا. في نهاية المطاف، بعد نفي الجنرال الهولندي الذي أخطأ شيهان في حقه في تعليقاته، اعتذر شيهان عن التعليقات وألغى شهادته، مما أدى إلى سحب التهديد القانوني.